# Zbigniew Wrombel
Zbigniew Wrombel (ur. 20 kwietnia 1955 w Poznaniu) – polski kontrabasista i basista jazzowy, kompozytor i aranżer.

## Życiorys
Początkowo uczył się gry na skrzypcach. Absolwent poznańskiej Akademii Wychowania Fizycznego i Akademii Muzycznej im. Ignacego Jana Paderewskiego w Poznaniu (dawniej Państwowa Wyższa Szkoła Muzyczna) w klasie kontrabasu prof. Piotra Czerwińskiego. Obecnie jest adiunktem Katedry Jazzu tejże uczelni (Wydział II – powadzone przedmioty: kontrabas jazzowy, gitara basowa, analiza standardów jazzowych i studia orkiestrowe z czytaniem a’vista). Obycie estradowe i pierwsze sukcesy (dwukrotny laureat III miejsca podczas Wielkopolskich Rytmach Młodych w roku 1972 i 1973) pojawiły się, gdy grał w zespole Takt.
W 1976 roku powstała jazzowa formacja Warsztat (wcześniej działająca pod nazwą Kwartet Danka Jarmołowicza), którą współtworzył z Bohdanem Jarmołowiczem, Krzesimirem Dębskim, Waldemarem Świerglem i Krzysztofem Przybyłowiczem (kilkukrotny laureat festiwalu Jazz nad Odrą). W lutym 1981 roku był współzałożycielem formacji String Connection, jednego z najpopularniejszych polskich zespołów jazzowych dekady lat 80. pod kier. Krzesimira Dębskiego, w którym na zmianę z Krzysztofem Ścierańskim (sporadycznie występowali też razem) i perkusistą K. Przybyłowiczem, początkowo również na zmianę ze Zbigniewem Lewandowskim – stanowili trzon sekcji rytmicznej zespołu.
Po rozpadzie tej utytułowanej, poznańskiej supergrupy, wraz z Krzysztofem Przybyłowiczem i pianistą Piotrem Kałużnym, powołał do życia zespół Vintage Band, który nagrywa dwie płyty studyjne – From K to Z (1990) i Spekulacje (1997) oraz album koncertowy pt. Live in Eskulap (1995).
Ponadto na swym koncie ma współpracę z zespołami: Breakwater, Koman Band, Air Condition, Marek i Wacek, Spirituals and Gospel Singers, Walk Away, Retro Jazz Quartet, Classic Jazz Quartet, The Other Sound, własny Zbigniew Wrombel Quartet, Eljazz Big-Band, a także z orkiestrami pod dyr. Zbigniewa Górnego, Wiesława Pieregorólki, Zygmunta Kukli (Kukla Band) oraz z zespołami akompaniującymi podczas występów kabaretowych Zenona Laskowika oraz Artura Andrusa, i z wieloma innymi. Należy do czołówki polskich muzyków jazzowych, zaś jego wszechstronność sprawia, iż swobodnie porusza się w wielu różnych obszarach muzycznych. Nawet tak skrajnych, jak tango nuevo w stylu Astora Piazzolli i szeroko pojęta muzyka pop.
Obecnie preferuje nowoczesny jazz akustyczny, ku któremu skłonił się pod koniec lat 90. – a także elektryczny z odcieniami rhythm and bluesa, funku i muzyki latynoamerykańskiej.
Koncertuje i nagrywa zarówno z polskimi muzykami jazzowymi, takimi jak: Krzesimir Dębski, Piotr Kałużny, Krzysztof Przybyłowicz, Józef Eliasz, Zbigniew Lewandowski, Jan Ptaszyn Wróblewski, Henryk Majewski, Janusz Muniak, Zbigniew Namysłowski, Tomasz Szukalski, Henryk Miśkiewicz, Zbigniew Jaremko, Jan Jarczyk, Jerzy Milian, Janusz Skowron, Andrzej Jagodziński, Jarosław Śmietana, Artur Dutkiewicz, Kuba Stankiewicz, Jerzy Główczewski, Leszek Żądło, Leszek Paszko, Adam Wendt, Piotr Baron, Grzegorz Nagórski, Robert Majewski, Maciej Sikała, Wiesław Prządka, Woytek Mrozek (Mrozek Klezmer Orchestra), Janusz Strobel, Karol Szymanowski, Marek Napiórkowski, Artur Lesicki, Maciej Strzelczyk.
Jak i z innymi wykonawcami muzyki rozrywkowej, tj. m.in: Andrzej Ellmann (w 1976 roku założył zespół Alias, z którym basista zarejestrował nagrania radiowe, takie jak m.in.: Wiośnie na spotkanie, Taka bądź kolorowa, Chłopiec z ręką w kieszeni, Poszło z dymem parę lat – w późniejszym okresie obydwaj muzycy współpracowali w zespole piosenkarki Eleni), Hanna Banaszak, Andrzej Zaucha, Halina Zimmermann, Ewa Uryga, Zbigniew Wodecki, Ryszard Rynkowski, Eleni, Natalia Kukulska, Iwona Loranc, Grzegorz Tomczak, Justyna Szafran, Olga Bończyk, Stanisława Celińska, Jacek Kotlarski, Janusz Szrom, Kostas Dzokas, Aleksander Białous, a także ze śpiewaczką operową Ewą Małas Godlewską i tenorem José Curą.
Ponadto udzielał się muzycznie w międzynarodowych projektach jazzowych z udziałem takich artystów jak: Karen Edwards, Keith Dunn, Eb Davies, Jean-Paul Bourelly, Göran Larsen, Ulf Johansson Werre, Gregory Boyd, Mike Russell, Anastasija Litvinyuk, Ihor Hnydyn, Mfa Kera, Melanie Goerlitz, Mike Stern, Hans Peter Salentin, Jean-Paul Bourelly, John Blake, Susan Weinert, Attila Muehl.
Brał udział w wielu festiwalach jazzowych oraz współtworzył sekcję rytmiczną podczas konkursów jazzowych pod nazwą „Złoty Smyczek”. W ciągu wieloletniej kariery zagrał kilka tysięcy koncertów, zarówno w kraju, jak i za granicą (m.in. Niemcy, Francja, Belgia, Anglia, Szwajcaria, Dania, Szwecja, Finlandia, Słowacja, Czechy, Rosja, Ukraina, Turcja, Kanada, Stany Zjednoczone, Monte Carlo, Węgry, Luksemburg, Bułgaria, Włochy).
Często angażuje się w pracę dydaktyczną, prowadząc zajęcia na warsztatach jazzowych w Chodzieży, Puławach, Pułtusku, Lesznie, Stargardzie, Lwowie, Równem na Ukrainie, Biełgorodzie w Rosji i Växjö w Szwecji.

## Publikacje[1]
- FCM „Muzyk – warsztaty basowe w latach 1993–2014
- Radio Emaus – audycje radiowe na temat historii jazzu jako gość red. Jana Felcyna w audycji Jazz pod gwiazdami. w latach 2015–2018
- Jazz Forum – recenzje płyt jazzowych w latach 2010–2020

## Najważniejsze osiągnięcia naukowe[1]
- 2013: Uzyskanie stopnia doktora sztuki w dziedzinie sztuki muzyczne
- 2017: Uzyskanie stopnia doktora habilitowanego w dziedzinie sztuki muzyczne

## Odznaczenia[1]
- Medal za Długoletnią Służbę,
- Odznaka Honorowego Obywatela Miasta Chodzież (za wieloletnie propagowanie kultury muzycznej podczas Międzynarodowych Warsztatów Jazzowych w Chodzieży)

## Wybrana dyskografia[1][16]
- Marek & Vacek – Marek & Vacek (Wifon LP-071, 1984)
- Marek & Vacek – Marek & Vacek again (Pronit PLP 0019, 1987)
- Spirituals and Gospel Singers – Spirituals & Gospel Singers(PolJazz K-PSJ-014, 1985)
- Anna Jurksztowicz – Dziękuję nie tańczę Anna Jurksztowicz (Tonpress SX-T87, 1986)
- Eleni – Kolędy polskie (Veriton SXV-844, 1986)[18]
- Zbigniew Jaremko – Dedications (PolJazz PSJ 161, 1986)
- String Connection – Live in Warsaw (Poljazz PSJ 177, 1986)
- Andrzej Zaucha – Stare, nowe, najnowsze (Wifon LP 114, 1987)
- Eleni – Miłość jak wino (Polskie Nagrania „Muza”) SX 2516, 1987)
- Piotr Schulz – Piotr Schulz Polskie Nagrania „Muza” SX 2588, 1988)[19]
- Walk Away – Walk Away (Polskie Nagrania „Muza” SX 2749, 1989)
- Krzysztof „Puma” Piasecki – Krzysztof „Puma” Piasecki featuring Jarek Śmietana, Zbigniew Wrombel, Krzysztof Przybyłowicz (GOWI CDG 31, 1995)
- Vintage Band – Live in Eskulap (Polonia Records CD 051, 1995)
- Hot Water – Wolne od świąt (Polton CDPL 080, 1995)
- String Connection – Mała Akademia Jazzu (BSL Records A 00197, 1997 – kompilacja)
- Karol Szymanowski Trio – Sześć sił (Polonia Records CD 060, 1995)[20]
- Vintage Band – Spekulacje (Hellenic Records CD 08, 1997)
- Atmosphere – Atmosphere (Columbia Polska COL 6646262, 1997)[21]
- Halina Zimmermann – Przyjdę do was… (MRC CD 0010, 1998)
- Gabriel Fleszar – Niespokojny (Universal Music Polska 01199729, 1999)[21]
- Alicja Bachleda-Curuś – Marzyć chcę (Universal Music Polska 156510, 1999)
- Eleni – Moje Credo (Hellenic CD-09, 1999)
- Grzegorz Tomczak – Ja to mam szczęście (MCR CD 0014, 2000)
- José Cura i Ewa Małas-Godlewska – Era of Love. Posłuchaj Gwiazdy są w twoim zasięgu (Mag Music Productions – MAG CD 003, Mag Music Productions – Mag Music 003, Warner Music Poland – 8573 85602 2, 2000)
- Adam Wendt – Trilogue (Polonia Records CD 280, 2001)
- Eleni – Coś z Odysa (Pomaton EMI 7243 5 34237 2 8, 2001)[22]
- Krzesimir Dębski i Golec uOrkiestra – Pieniądze to nie wszystko (ścieżka dźwiękowa do filmu Juliusza Machulskiego) (Golec Fabryka GOLMC004, 2001)
- Halina Zimmermann – ’Round Midnight Halina Zimmermann (Solar Records, 2002)
- Felicjan Andrzejczak – Zauroczenia (KOCH Poland 52364 – 2, 2002)
- Branle Classic Jazz Quartet – Comes (Publishing WCCD 001, 2003)
- Kasia Stankowska – Passions (OLPRES 01, 2005)
- Orkiestra Kukla Band Polskie Radio S.A. cz.1 (Polskie Radio PRCD 907, 2006)
- Polska Orkiestra Radiowa cz.2 (Polskie Radio PRCD 908, 2006)
- New Musette Quartet Studio – Inspiracje (S Production SSP 021, 2006)
- Piotr Kałużny i jego goście – Benefis w Klubie Pod Pretekstem (MCR CD 0031, 2006)
- Classic Jazz Quartet – Wieniawski (TMHW 1002, 2006)
- Zbigniew Wrombel i jego goście – Benefis w Klubie Pod Pretekstem (2004) (MCR CD 0022/23 (2007)
- Retro Jazz Quartet – Pod Pretekstem Filmu (MCR CD 0029, 2007)
- Iwona Loranc – Loranc Śpiewa Jakubczak (4everMUSIC 062, 2008)
- Grzegorz Tomczak – Miłość to za mało (MCR CD 0036, 2008)
- Mrozek Klezmer Orchestra – Jewish Klezz Jazz (Polskie Radio Katowice – PRK CD 110)
- Janusz Szrom / Zbigniew Wrombel – Śpiewnik (Studio RMT, 2012)
- Różni wykonawcy – Tribute to Komeda (2012)
- Zbigniew Wrombel Quartet – Talking Bass – Live At The Blue Note (Akademia Muzyczna Poznań 2017)
- Iwona Loranc i Grzegorz Tomczak – Opowieści o kobietach (Dalmafon DAL CD 193, 2017)
- Eljazz Big Band feat. Mike Stern – After the Catastrophe (Krzysztof Komeda Reimagined) (2018)[17]
- Love Polish Jazz 2017, Tomaszów Mazowiecki – nagrania z koncertów festiwalu Primedio (2017)
- Zarzycka / Pruchniewicz – Niewidzialni ludzie (2018)
- Adam Wendt and Friends – Rhythm and Jazz (Soliton SL862-2, 2018)
- Iwona Loranc i Grzegorz Tomczak – Opowieści o mężczyznach (Dalmafon DAL CD 212, 2019)
- Ulf Johansson Werre Trio – Two Hearts (For Tune 2020)
- Koman Band – Afternoon (Gad Records GAD CD 180, 2021 – nagrania archiwalne z 1981 roku)
- Janusz Skowron – Polish Radio Jazz Archives, Vol. 35 (PRCD 2322, 2022 – nagrania archiwalne z lat 1981–1997)
- Breakwater – Breakwater (Gad Records GAD CD 209, 2022 – nagranie archiwalne z listopada 1980 roku, pt. Pierwsza odpowiedź się liczy[23])
- Poznański muzyk, nagrał setki utworów w Polskim Radiu, a także na potrzeby TVP, teatru i filmu.